# Rhaphuma tenuigrisea
Rhaphuma tenuigrisea là một loài bọ cánh cứng trong họ Cerambycidae.